# Bill Northam
Sir William Herbert „Bill“ Northam, CBE (* 28. September 1905 in Torquay, Vereinigtes Königreich; † 6. September 1988 in Woollahra) war ein australischer Segler.

## Werdegang
Northam wurde in Torquay in England geboren und hatte sechs Geschwister. Als er fünf Jahre alt war, emigrierte die Familie nach Australien. Er betätigte sich in jungen Jahren zunächst in der Leichtathletik, ehe er als Dirt-Track-Autorennfahrer und auch als Motorradrennfahrer aktiv war. Sein Schwerpunkt lag jedoch auf seiner beruflichen Laufbahn, in der er letztlich von 1960 bis 1969 Vorstandsvorsitzender der australischen Dependance des Pharmazieunternehmens Johnson & Johnson war. Zudem war er in den 1960er- und 1970er-Jahren auch Präsident der australischen Dependance der britischen Sportartikelmarke Slazenger. Seine erste Frau Esther, die er 1929 heiratete, starb 1946 bei einem Verkehrsunfall. 1948 heiratete er seine zweite Ehefrau Alison. Northam war von 1956 bis 1965 Stadtrat in Sydney und bewarb sich 1962 erfolglos um das Amt des Lord Mayors.
Erst im Alter von 46 Jahren begann Northam mit dem Segelsport. Er gewann 1955 und 1956 den Sayonara Cup und segelte mit der Caprice of Huon bei der Sydney-Hobart-Regatta. 1962 war er Crewmitglied der Gretel beim America’s Cup, die mit Jock Sturrock als Skipper der US-amerikanischen Yacht Weatherly unterlag. Ein Jahr darauf entschloss sich Northam, eine Teilnahme an den Olympischen Spielen 1964 in Tokio in Angriff zu nehmen, und suchte dafür den Schiffstechniker Bill Luders auf, der ihm eine Yacht der 5,5-Meter-Klasse entwarf und auch baute. Northam taufte sie Barrenjoy, nach dem Leuchtturm auf Barrenjoey Headland in der Nähe seines Hauses in Sydney. Bei den australischen Meisterschaften setzte sich Northam 1964 gemeinsam mit Peter O’Donnell und James Sargeant als Crewmitglieder gegen andere Skipper wie Jock Sturrock durch. Außerdem gewannen sie die Qualifikationswettkämpfe für die Olympischen Spiele. Bei den Spielen selbst gewannen die drei Australier drei der sieben Wettfahrten und sicherten sich mit 5981 Punkten vor dem schwedischen Boot um Lars Thörn und dem von John McNamara angeführten US-amerikanischen Boot die Goldmedaille. Northam wurde dank dieses Erfolgs mit 59 Jahren der älteste Olympiasieger der australischen Geschichte.
Für diesen Erfolg wurde er zunächst zu Australiens Segler des Jahres ernannt. Zum 1. Januar 1966 erfolgte die Ernennung zum Commander des Order of the British Empire. Zehn Jahre darauf wurde er, zum 31. Dezember 1976, zum Knight Bachelor geschlagen. Es folgte 1985 die Aufnahme in die Sport Australia Hall of Fame und 2017 die postume Aufnahme in die Australian Sailing Hall of Fame. Im Jahresverlauf 1976 starb Alison Northam, und Northam heiratete im Mai 1977 seine dritte Ehefrau, Dulcie May. Aus erster Ehe hatte er eine Tochter und zwei Söhne sowie zum Zeitpunkt seines Todes fünf Enkelkinder.